# Soufiane Guerrab
Soufiane Guerrab (Parigi, 18 febbraio 1987) è un attore francese.

## Biografia
Soufiane Guerrab è di origine italiana e marocchina. Divenne noto grazie alla serie Tony's Revenge (La Vendetta di Tony), e a ruoli secondari in diversi film francesi come La Legge del Mercato di Stéphane Brizé, Dheepan di Jacques Audiard e più recentemente Due piccioni con una fava di Fejria Deliba .
Ha ricevuto il premio First Male Meeting al Cabourg Film Festival 2017 per il ruolo di Farid, disabile e su sedia a rotelle dall'età di 4 anni, in Pazienti .
Nel luglio 2018, crea il festival cinematografico Tapis bleu, che si svolge a Rosny-sous-Bois, ed è sponsorizzato dal Grand Corps Malade, e proprio per volontà dell'attore, il festival ha lo scopo di «restituire la voglia di sognare ai giovani dei quartieri» a Seine-Saint-Denis  . 
È nel 2021, con la produzione Netflix di Lupin, che la sua carriera vive un’importante svolta nel ruolo del tenente Youssef Guedira, che vede Guerrab all'inseguimento del ladro gentiluomo. 
Lo stesso anno, si unisce al prestigioso cast del dramma Le Promesse, insieme a Isabelle Huppert e Reda Kateb . 
Nel 2022 recita nella miniserie Alger confidentiel.

## Filmografia

### Cinema
- Girlfriends, regia di Sylvie Ayme (2006)
- Regarde-moi, regia di Audrey Estrougo (2007)
- Troppo amici, regia di Olivier Nakache e Éric Toledano (2009)
- Distretto 13: Ultimatum, regia di Patrick Alessandrin (2009)
- Paulette, regia di Jérôme Enrico (2012)
- The Night Watchman, regia di Pierre Jolivet (2015)
- La legge del mercato, regia di Stéphane Brizé (2015)
- Dheepan, regia di Jacques Audiard (2015)
- Noi tre o niente, regia di Kheiron  (2015)
- Two Birds, One Stone, regia di Fejria Deliba (2016)
- La Pièce : les derniers seront les premiers, regia di Lamine Diakite (2016)
- Patients, regia di Grand Corps Malade e Mehdi Idir (2017)
- Burn Out, regia di Yann Gozlan (2017)
- L'anno che verrà, regia di Grand Corps Malade e Mehdi Idir (2019)
- De bas étage, regia di Yassine Qnia (2020)
- Le promesse, regia di Thomas Kruithof (2021)
- Monsieur Aznavour, regia di Grand Corps Malade e Mehdi Idir (2024)
- Bastion 36, regia di Olivier Marchal (2025)

### Televisione

#### film televisivi
- 2007: La ragazza di fuoco di Philippe Triboit
- 2008: Dobbiamo salvare Saïd di Didier Grousset: Tarek
- 2012: Adouna, la vita, il mondo di Olivier Langlois :Malik
- 2019: Le ombre di Lisieux di Nicolas Guicheteau: David Wiener
- 2024: The Assassin Woods, film TV di Anne Fassio: capitano Malik Dahmani

#### spettacoli televisivi
- 2006: Préjudices, episodio Circonstances aggravantes di Frédéric Berthe
- 2007: Alice & Charlie, episodio Testimoni a domicilio di Julien Seri
- 2008: Avocats & aAsociés, episodio Il Perù, no! di Bruno Garcia
- 2008: Il commissariato Saint Martin, episodio Dérive di Thierry Petit
- 2009: Boulevard du Palais, episodio Lontano dal sole di Thierry Petit
- 2011: Les Beaux mecs (Tony's Revenge) mini-serie di Gilles Bannier
- 2012: Alice Nevers - Professione giudice, episodio Meurtre discount di René Manzor
- 2013: Tiger Lily, quatre femmes dans la vie mini-serie di Benoît Cohen
- 2013: Les Limiers, episodio Prédateur di Alain DesRochers
- 2013: Tunnel, stagione 1, episodi 5 et 6 di Hettie Macdonald
- 2014: Duel au soleil, episodio Faux semblants di Olivier Guignard
- 2014: Julie Lescaut, episodio Tragédie di René Manzor
- 2015: Benjamin Lebel - Delitti D.O.C., episodio Pour qui sonne l'Angélus de René Manzor
- 2016: Braquo d'Abdel Raouf Dafri, stagione 4, episodi 2, 5 e 6 di Xavier Palud
- 2018: Chiami il mio agente!, stagione 3, episodio Gérard d Antoine Garceau
- 2019: Engrenages, stagione 7, episodi 1, 3 e 4 di Frédéric Jardin
- 2020: Moloch mini-serie di Arnaud Malherbe
- 2020-2021: César Wagner di Antoine Garceau
- 2021: Lupin di Louis Leterrier
- 2022: Alger confidentiel (Ein paar Tage Licht) mini serie di Frédéric Jardin
- 2022: Visions mini-serie di Akim Isker

### Video musicali
- 2020: Per 24 h di Grand Corps Malade con Suzane
- 2021: Mi saresti piaciuta tanto di Ben Mazué